# Сваром'я
Сваром'я — колишнє село, входило до складу Вищедубечанського, згодом Вишгородського району Київської області.

## Історія
За часів Київської Русі було одним із головних місць проведення язичницьких обрядів.
Входило до складу Остерської сотні Київського полку, з 1781 року — Остерського повіту Київського намісництва. Згодом — у складі Жукинської волості Остерського повіту. За радянських часів — в складі Броварського району Київської області.
У лютому-березні 1938 року у Сваром'ї працівниками НКВД заарештовано понад 40 колишніх повстанців та багатьох, хто не мав жодного стосунку до повстанського руху, багато розстріляно.
У жовтні 1943 року під час битви за Київ біля Сваром'я точилися запеклі бої.
На початку 1960-х в селі нараховувалося 44 двори. Затоплене під час будівництва Київського водосховища в 1964—1966 роках. Людей переселили в Нові Петрівці — поселилися на куті Ватутіне, будинки зрівняли із землею. Південно-східна частина села не була затоплена, станом на 2010-ті там розташовані котеджі.
В селі була Іллінська церква.

## Уродженці
- Шолуденко Никифор Микитович (1919—1943) — старшина РА, Герой Радянського Союзу.
- отаман Семен Захарович Тищенко
- Левковець Петро Романович (1949—2009) — доктор технічних наук, професор, фахівець у галузі механіки.